# Shamsa bint Muhammad Al Maktum
Shamsa bint Mohammed Al Maktoum (شمسة بنت محمد آل مكتوم, DMG Šamsa bt. Muḥammad b. Rāšid Āl Maktūm; * 15. August 1981 in Dubai, Vereinigte Arabische Emirate) ist eine Angehörige der Herrscherfamilie von Dubai und Tochter von Scheich Mohammed bin Rashid Al Maktoum, dem Emir von Dubai und Premierminister der Vereinigten Arabischen Emirate. Internationale Bekanntheit erlangte sie durch ihre Flucht in das Vereinigte Königreich im Jahr 2000 sowie durch spätere Berichte über ihre angebliche Entführung und anhaltende Freiheitsbeschränkung.

## Hintergrund
Shamsa wurde als eines der Kinder von Scheich Mohammed bin Rashid Al Maktoum geboren. Ihre Familie gehört zur dynastischen Herrscherfamilie von Dubai, einem der sieben Emirate der Vereinigten Arabischen Emirate. Über ihr frühes Leben ist wenig öffentlich bekannt.

## Fluchtversuch 2000
Im Juli 2000, während eines Aufenthalts der Herrscherfamilie im Vereinigten Königreich (in Surrey), floh die damals 19-jährige Shamsa aus dem Anwesen der Familie. Sie versuchte, in Großbritannien Asyl zu beantragen. Wenige Wochen später wurde sie laut Berichten von britischen Medien und Menschenrechtsorganisationen in Cambridge von Mitarbeitern ihres Vaters aufgespürt, gewaltsam gefasst und mit einem privaten Flugzeug zurück in die Vereinigten Arabischen Emirate gebracht.

## Spätere Entwicklungen
Nach ihrer Rückkehr wurde Shamsa über viele Jahre nicht mehr öffentlich gesehen. Der Vorfall wurde jahrelang weder von der Regierung der Vereinigten Arabischen Emirate noch vom britischen Königshaus kommentiert. Erst durch die Flucht und das Video ihrer Schwester, Prinzessin Latifa, im Jahr 2018, wurde der Fall erneut öffentlich. Latifa behauptete darin, Shamsa sei seit ihrer gewaltsamen Rückführung gegen ihren Willen festgehalten worden.

## Untersuchungen
Die britische Polizei (Cambridgeshire Constabulary) bestätigte, dass sie 2001 Ermittlungen aufgenommen habe, diese jedoch abgebrochen wurden, da eine Zusammenarbeit mit den Behörden der VAE verweigert wurde. Der Fall wurde 2018 erneut geprüft, jedoch ohne konkrete Ergebnisse.

## Internationale Reaktionen
Menschenrechtsorganisationen wie Human Rights Watch und Amnesty International forderten Aufklärung über das Schicksal von Shamsa. Die Vereinten Nationen äußerten Besorgnis über mögliche Menschenrechtsverletzungen durch die Regierung Dubais.